# Yuncheng
För andra betydelser, se Yuncheng (olika betydelser).
Yuncheng är en stad på prefekturnivå i Shanxi-provinsen i norra Kina. Den ligger omkring 320 kilometer sydväst  om provinshuvudstaden Taiyuan.

## Administrativ indelning
Yuncheng består av ett stadsdistrikt, två städer på häradsnivå och tio härad.
- Stadsdistriktet Yanhu - 盐湖区 Yánhú Qū ;
- Staden Yongji - 永济市 Yǒngjì Shì ;
- Staden Hejin - 河津市 Héjīn Shì ;
- Häradet Ruicheng - 芮城县 Ruìchéng Xiàn ;
- Häradet Linyi - 临猗县 Línyī Xiàn ;
- Häradet Wanrong - 万荣县 Wànróng Xiàn ;
- Häradet Xinjiang - 新绛县 Xīnjiàng Xiàn ;
- Häradet Jishan - 稷山县 Jìshān Xiàn ;
- Häradet Wenxi - 闻喜县 Wénxǐ Xiàn ;
- Häradet Xia - 夏县 Xià Xiàn ;
- Häradet Jiang - 绛县 Jiàng Xiàn ;
- Häradet Pinglu - 平陆县 Pínglù Xiàn ;
- Häradet Yuanqu - 垣曲县 Yuánqǔ Xiàn.

## Klimat
Genomsnittlig årsnederbörd är 639 millimeter. Den regnigaste månaden är juli, med i genomsnitt 166 mm nederbörd, och den torraste är december, med 2 mm nederbörd.